# Führer der Torpedoboote
Führer der Torpedoboote (F.d.T) war eine Dienststelle der Kaiserlichen Marine, der Reichsmarine und der Kriegsmarine.

## Geschichte

### Kaiserliche Marine
Die Dienststellung wurde erstmals bei der Organisation der Hochseeflotte im Jahr 1907 eingerichtet. Es gab nunmehr den I. und den II. FdT. Im Ersten Weltkrieg unterstanden dem I. FdT die der Schlachtflotte beigegebenen Torpedoboote, dem II. FdT die Torpedoboote der Aufklärungsstreitkräfte. Daneben gab es auch je einen FdT in der Ostsee und in Flandern. Der II. FdT übernahm bei den Aufklärungsstreitkräften u. a. die Führung einer sogenannten Aufklärungsgruppe. Nach Kriegsende wurde die Dienststellung des FdT im Jahre 1919 wieder abgeschafft.

### Reichs- und Kriegsmarine
Für die Reichs- und die aus ihr hervorgegangene Kriegsmarine wurde die Dienststelle im Oktober 1933 in Swinemünde erneut eingerichtet. Sie wurde aus den aufgelösten Kommandos der bisherigen I. und II. Torpedobootsflottille gebildet. Dem Führer der Torpedoboote unterstanden die Torpedoboote, die Zerstörer und die Schnellboote.
Im November 1939 wurde der Stab des F.d.T. dem neuen Führer der Zerstörer (F.d.Z.) unterstellt und zugleich ein neuer F.d.T.-Stab aufgestellt, der nunmehr nur noch für die Torpedoboote und Schnellboote verantwortlich war.
Mit Wirkung vom 19. April 1942 wurde die Dienststelle des F.d.T. aufgelöst. Die Torpedoboote kamen truppendienstlich in den Verantwortungsbereich des Führers der Zerstörer, und die Schnellboote wurden dem neugeschaffenen Führer der Schnellboote (F.d.S.) unterstellt.
Der F.d.T. selbst unterstand bis zum 31. Juli 1940 dem Befehlshaber der Aufklärungsstreitkräfte (B.d.A.) bzw. dem Befehlshaber der Kreuzer, dann unmittelbar dem Flottenkommando.

## Amtsinhaber
1914 bis 1918

I. FdT
| März bis 28. August 1914            | Konteradmiral Leberecht Maaß       |
| 6. September 1914 bis 3. April 1916 | Kapitän zur See Johannes Hartog    |
| 14. April 1916 bis 4. Juni 1917     | Kapitän zur See Andreas Michelsen  |
| 5. Juni 1917 bis 30. November 1918  | Kommodore Paul Heinrich            |
| 1. November 1918 bis 31. Juli 1919  | Fregattenkapitän Hans Quaet-Faslem |

II. FdT

| 1. bis 28. August 1914                 | Kapitän zur See Johannes Hartog    |
| 6. September 1914 bis 28. Oktober 1915 | Kapitän zur See Karl von Restorff  |
| 12. November 1915 bis 3. April 1916    | Kapitän zur See Max Köthner        |
| 4. April 1916 bis 4. Juni 1917         | Fregattenkapitän Paul Heinrich     |
| 5. Juni bis 28. November 1917          | Kapitän zur See Hans Eberius       |
| 29. November 1917 bis 23. Juli 1918    | Kapitän zur See Rudolf Madlung     |
| 23. Juli bis 30. November 1918         | Fregattenkapitän Hans Quaet-Faslem |

1933 bis 1942:

| Oktober 1933 bis Oktober 1934         | Fregattenkapitän Kurt Fricke    |
| Oktober 1934 bis September 1937       | Kapitän zur See Oskar Kummetz   |
| 8. Oktober 1937 bis 20. Oktober 1939  | Konteradmiral Günther Lütjens   |
| 21. Oktober 1939 bis 23. Oktober 1939 | unbekannt                       |
| 24. Oktober 1939 bis 29. Oktober 1939 | Kapitän zur See Friedrich Bonte |
| November 1939 bis April 1942          | Kapitän zur See Hans Bütow      |